# 5 avril aux Jeux du Commonwealth de 2018
Navigation
Avril :
- 4
- 5
- 6
- 7
- 8
- 9
- 10
- 11
- 12
- 13
- 14
- 15

Le jeudi 5 avril aux Jeux du Commonwealth de 2018 est le premier jour de compétition et le premier où sont attribuées des médailles..

## Programme
| Heure UTC+10 (Gold Coast) |               |
| bleu                      | Cérémonie     |
| neutre                    | Épreuve       |
| or                        | Finale        |
| orange                    | Petite finale |
| rose                      | Reporté       |
| gris                      | Annulé        |
| Compétition Hommes        | Hommes        |
| Compétition Dames         | Dames         |
| Compétition Mixte         | Mixte         |
| Compétition Couple        | Couple        |

| Horaire | Discipline Spécialité | Discipline Spécialité                               | Discipline Spécialité | Phase                  | Résultats                       | Référence |
| ------- | --------------------- | --------------------------------------------------- | --------------------- | ---------------------- | ------------------------------- | --------- |
| 9h01    |                       | Badminton Équipe                                    | Compétition Mixte     | Premier tour Groupe A  | Inde 5-0 Sri Lanka              | -         |
| 9h01    | Premier tour Groupe B | Badminton Équipe                                    | Compétition Mixte     | Singapour 5-0 Jamaïque | -                               |           |
| 9h01    | Premier tour Groupe A | Badminton Équipe                                    | Compétition Mixte     | Écosse 5-0 Pakistan    | -                               |           |
| 9h01    | Premier tour Groupe B | Badminton Équipe                                    | Compétition Mixte     | Maurice 5-0 Zambie     | -                               |           |
| 9h08    |                       | Gymnastique artistique Qualification                | Compétition Hommes    | Groupe 1               | -                               | -         |
| 12h03   |                       | Boxe Poids légers (moins de 60 kg)                  | Compétition Hommes    | 16e de finale Journée  | -                               | -         |
| 12h27   |                       | Gymnastique artistique Qualification                | Compétition Hommes    | Groupe 2               | -                               | -         |
| 12h27   |                       | Boxe Poids super-légers (moins de 64 kg)            | Compétition Hommes    | 16e de finale Journée  | -                               | -         |
| 13h20   |                       | Boxe Poids welters (moins de 69 kg)                 | Compétition Hommes    | 16e de finale Journée  | -                               | -         |
| 14h01   |                       | Badminton Équipe                                    | Compétition Mixte     | Premier tour Groupe C  | Australie 5-0 Afrique du Sud    | -         |
| 14h01   | Premier tour Groupe C | Badminton Équipe                                    | Compétition Mixte     | Angleterre 5-0 Ouganda | -                               |           |
| 14h01   | Premier tour Groupe D | Badminton Équipe                                    | Compétition Mixte     | Malaisie 5-0 Ghana     | -                               |           |
| 14h01   | Premier tour Groupe D | Badminton Équipe                                    | Compétition Mixte     | Canada 5-0 Seychelles  | -                               |           |
| 17h07   |                       | Gymnastique artistique Qualification                | Compétition Hommes    | Groupe 3               | -                               | -         |
| 17h07   |                       | Gymnastique artistique Concours général par équipes | Compétition Hommes    | Finale                 | Angleterre · Canada · Écosse    | -         |
| 17h30   |                       | Basket-ball Tournoi masculin                        | Compétition Hommes    | Premier tour Groupe B  | Angleterre 65-78 Écosse         | -         |
| 18h30   |                       | Basket-ball Tournoi féminin                         | Compétition Dames     | Premier tour Groupe B  | Jamaïque 66-57 Inde             | -         |
| 18h32   |                       | Boxe Poids légers (moins de 60 kg)                  | Compétition Hommes    | 16e de finale Soirée   | -                               | -         |
| 19h01   |                       | Badminton Équipe                                    | Compétition Mixte     | Premier tour Groupe A  | Inde 5-0 Pakistan               | -         |
| 19h01   | Premier tour Groupe A | Badminton Équipe                                    | Compétition Mixte     | Écosse 5-0 Sri Lanka   | -                               |           |
| 19h01   | Premier tour Groupe B | Badminton Équipe                                    | Compétition Mixte     | Singapour 5-0 Zambie   | -                               |           |
| 19h01   | Premier tour Groupe B | Badminton Équipe                                    | Compétition Mixte     | Maurice 5-0 Jamaïque   | -                               |           |
| 19h06   |                       | Boxe Poids super-légers (moins de 64 kg)            | Compétition Hommes    | 16e de finale Soirée   | -                               | -         |
| 19h59   |                       | Boxe Poids welters (moins de 69 kg)                 | Compétition Hommes    | 16e de finale Soirée   | -                               | -         |
| 20h00   |                       | Basket-ball Tournoi masculin                        | Compétition Hommes    | Premier tour Groupe B  | Cameroun 96-87 Inde             | -         |
| 21h00   |                       | Basket-ball Tournoi féminin                         | Compétition Dames     | Premier tour Groupe B  | Nouvelle-Zélande 86-44 Malaisie | -         |